# Dongfeng Fengshen A9
La Dongfeng Fengshen A9 (nota anche come Dongfeng Aeolus A9) è un'autovettura prodotta dalla casa automobilistica cinese Dongfeng Motor Corporation dal 2016 al 2019.

## Storia

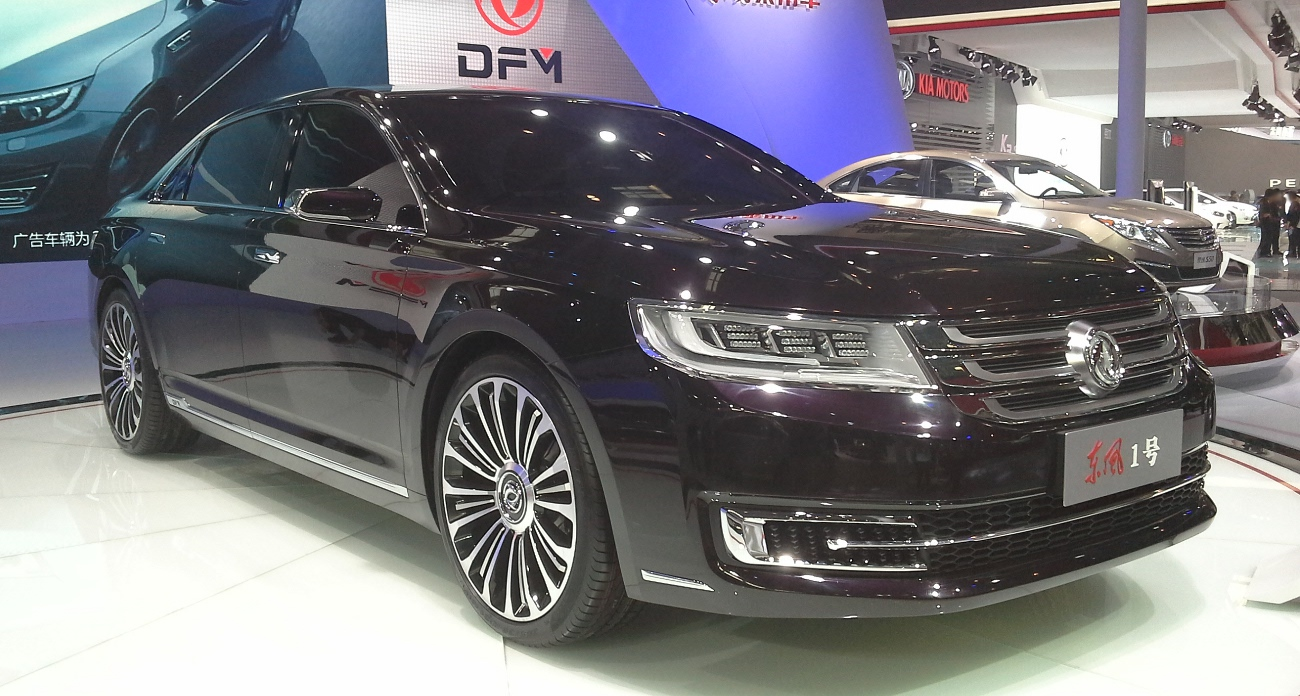
La Dongfeng Number 1

Anticipata dal prototipo Dongfeng Number 1 esposto al salone di Pechino nell’aprile 2014, la versione di produzione viene presentata nel marzo 2016 con la denominazione Aeolus A9 (Fengshen A9 in lingua cinese). La vettura rappresenta l’ammiraglia del marchio Dongfeng sviluppata in collaborazione con il gruppo francese PSA; nello specifico la A9 e frutto del progetto comune che ha visto nascere la seconda generazione della Citroën C6 destinata esclusivamente al mercato cinese. Come la C6 anche la A9 utilizza il pianale EMP2, la carrozzeria è lunga 5.066 mm, larga 1.858 mm e alta 1.470 mm, con un passo di 2.900 mm. Il motore disponibile è il 1.8 16V THP (EP8FDT) benzina quattro cilindri con turbocompressore prodotto dalla joint venture Dongfeng Peugeot Citroën Automobile Co. La potenza massima erogata è di 204 cavalli e la coppia massima è pari a 280 Nm. La trasmissione è automatica a sei rapporti Aisin.
Il telaio di base PF3 possiede una impostazione con trazione anteriore e motore anteriore-trasversale, sospensioni anteriori a ruote indipendenti a schema MacPherson e barra stabilizzatrice e posteriori indipendenti di tipo Multilink. Lo scheletro della carrozzeria è lo stesso della Citroën C6 cinese ed è realizzato in acciai alto resistenziali misto ad acciai a deformazione programmata. La Aeolus A9 viene prodotta sulla stessa linea di produzione delle Citroën C5 e C6 nello stabilimento di Wuhan.

## Caratteristiche
|                                            | 1.8T                                         |
| Periodo di costruzione                     | 04 / 2016–04 / 2019                          |
| Caratteristiche del motore                 |                                              |
| Tipo di motore                             | Motore a benzina a quattro cilindri in linea |
| Dislocamento                               | 1751 cc                                      |
| Max. Potenza a min −1                      | 150 kW (204 PS) / 5500                       |
| Max. Coppia in min −1                      | 280 Nm / 1400-4000                           |
| Potenza di trasmissione                    |                                              |
| Guida, di serie                            | Trazione anteriore                           |
| Cambio di serie                            | Cambio manuale a 6 marce                     |
| Letture                                    |                                              |
| Massima velocità                           | 230 km / h                                   |
| Accelerazione, 0–100 km / h                | 8,5 secondi                                  |
| Consumo di carburante a 100 km (combinato) | 6,6 l super                                  |
| Peso vuoto                                 | 1660 kg                                      |
| Capacità del serbatoio                     | 70 l                                         |